# Mimeusemia
Mimeusemia is een geslacht van vlinders van de familie Uilen (Noctuidae), uit de onderfamilie Agaristinae.

## Soorten
- M. accurata Swinhoe, 1890
- M. albicilia Hampson, 1894
- M. basalis Walker, 1854
- M. centralis Rothschild, 1896
- M. ceylonica Hampson, 1893
- M. davidsoni Swinhoe, 1899
- M. econia Hampson, 1900
- M. eumelas Jordan, 1912
- M. limbata Jordan, 1939
- M. lombokensis Rothschild, 1897
- M. persimilis Butler, 1875
- M. peshwa Moore, 1859
- M. postica Walker, 1862
- M. puciolia Druce, 1895
- M. semyron Herrich-Schäffer, 1853
- M. simplex Lucas, 1891
- M. vilemani Hampson, 1911
- M. vittata Butler, 1875